# Ratnasambhava

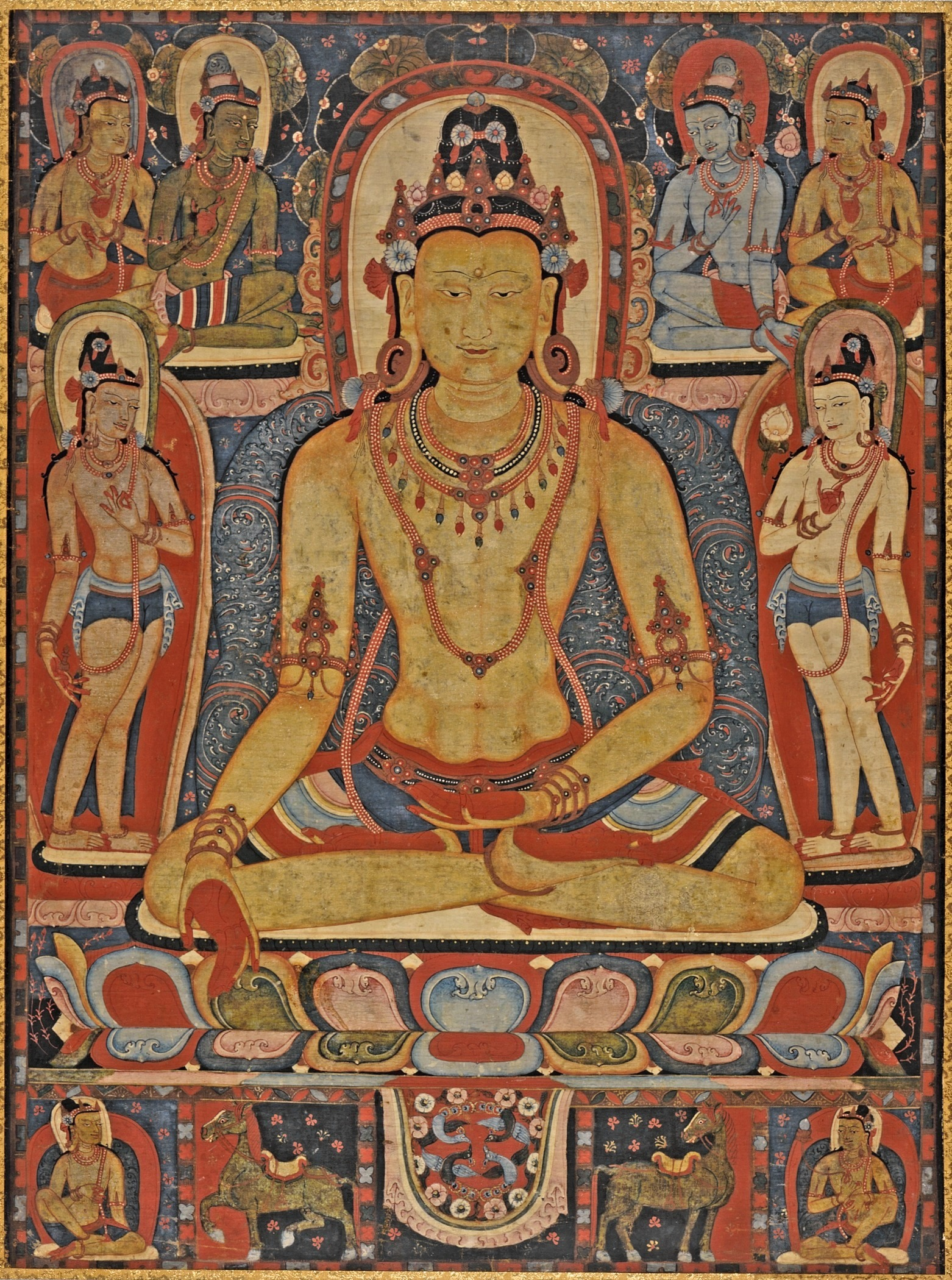
O reprezentare tibetană a lui Buddha Ratnasambhava.

Ratnasambhava este unul dintre Cei Cinci Buddha ai Înțelepciunii. Mai este cunoscut ca Buddha al Ascetismului, fiind considerat protector al călugărilor. 
În China, Ratnasambhava este cunoscut sub denumirea de Bǎo shēng rúlái fó sau sub diverse alte denumiri cum ar fi tien shu (' 'șobolanul ceresc) sau shen shu (șobolanul zburător), aceste denumiri avândule în unele povești mitologice . 
Lui Ratnasambhava i se atribuie competențe în direcția sudului. În credința populară el reprezintă unul dintre simbolurilr longevității și prosperității . În budismul tibetan a fost adoptat sub numele de Rin-chen-hbyung . 